# Thomas Anders
Thomas Anders (rođ. Bernd Weidung), (Münstermaifeld, 1. ožujka 1963.), njemački je pjevač, skladatelj i   producent. Najpoznatiji je po svom radu u pop sastavu Modern Talking. 

## Diskografija

### Albumi
- 1989. Different
- 1991. Whispers
- 1992. Down on sunset
- 1993. When I will see you again
- 1994. Barcos de cristal
- 1995. Souled
- 1997. Live concert
- 2004. This time
- 2006. Songs forever
- 2010. Strong

### Singlovi
- 1980. "Judy"
- 1980. "Du weinst um ihn"
- 1981. "Es war die Nacht der ersten Liebe"
- 1982. "Ich will nicht dein Leben"
- 1983. "Was macht das schon"
- 1983. "Wovon träumst du denn"
- 1983. "Heißkalter Engel"
- 1984. "Endstation Sehnsucht"
- 1984. "Es geht mir gut heut' Nacht"
- 1989. "Love Of My Own"
- 1989. "One Thing"
- 1989. "Soldier"
- 1991. "The Sweet Hello, The Sad Goodbye"
- 1991. "Can't Give You Anything (But My Love)"
- 1991. "Can't Give You Anything But My Love remix"
- 1991. "True Love"
- 1992. "How Deep Is Your Love"
- 1992. "Standing Alone"
- 1993. "When Will I See You Again"
- 1993. "I'll Love You Forever"
- 1993. "I'll Love You Forever - Remix"
- 1994. "The Love In Me"
- 1994. "The Love In Me - The Remixes"
- 1994. "Road To Higher Love"
- 1995. "Never Knew Love Like This Before"
- 1995. "A Little Bit Of Lovin"
- 1995. "Never Knew Love Like This Before - Remixes"
- 2003. "Independent Girl"
- 2004. "King Of Love"
- 2004. "Tonight Is The Night"
- 2004. "Just Dream"
- 2006. "A Very Special Feeling"
- 2008. "Ibiza Baba Baya"
- 2008. "For You"
- 2009. "The night is still young" (sa Sandrom Cretu)

## Videografija
- 2006. Thomas Anders - The DVD-Collection

## Vanjske poveznice
- Službena stranica[neaktivna poveznica]